# Yerazgavors
Yerazgavors es una localidad del raión de Akhuryan, en la provincia de Shirak, Armenia. Tiene una población estimada, en 2012, de 1639 habitantes.
Está ubicada en el centro de la provincia, a poca distancia del río Akhurian —afluente del río Aras—, al este de la frontera con Turquía y al sur de la frontera con Georgia.